# Joan d'Aragó i de Castella
Joan d'Aragó (v 1330 - Bilbao 1358), infant d'Aragó, senyor d'Elx i senyor de Biscaia.
Fill segon del comte de Barcelona i rei d'Aragó Alfons el Benigne i la seva segona esposa, Elionor de Castella.
El 1354 es casà amb Isabel Díaz de Haro, senyora de Biscaia, filla al seu torn de Joan de la Cerda i de Maria Díaz de Haro. Tingueren dos fills:
- Isabel de la Cerda (?-d1365)
- Florentina d'Aragó (?-d1365)